# Rödsö
Rödsö är en by i Karleby stad i Mellersta Österbotten i Finland. Byn ligger vid Perho ås mynning. I Rödsö finns byagård och lågstadieskola. Rödsö by anses vara den nordligaste finlandssvenska byn i Finland, och är den nordligaste av Karleby sockens fjorton byar. Namnet, som tidigare skrevs Röttsö och i dagligt tal lyder Röse, anger, att byn ligger på en ö (egentligen två öar). Av holmar i älvens deltaland ha under tidens lopp, tack vare land- höjningen, byns marker vuxit fram. Namn på särskilda bydelar ge vid handen, att ännu så sent som vid tiden för den första bosättningen området var uppdelat i ett flertal mindre öar. I äldre urkunder träffas namnen Laxöre, Långöre, Littslö o.s.v. 
Rödsö har lång tradition inom båtbyggeri och sjöfart. Kända skeppsbyggare från Rödsö är bland annat Carl Kankkonen (1821-1911) och Sanfrid Hongell (1870-1952). Båda hade egna varv i Rödsö. En tid fungerade ett rederi i byn som tillverkade fartyg. Fisket har också dominerat i tiderna, såsom timmerflottning. Flottningen sysselsatte en tid hundratals personer, bland annat fanns en lastningshamn i Möllers.

## Rödsö skola
Rödsö skola (röössi skola) har en lång historia. År 1830 köpte handlaren Johan Fredrik Kyntzell Kaustar hemman beläget vid stranden av Perho å. I slutet av 1890-talet efter en del rättsliga tvister flyttades villan till staden, men området såldes som tomt till Rödsö folkskola. Skolan byggdes sommaren 1903 och skolans verksamhet startade hösten 1903. Skolan har under alla år haft verksamhet, klassantalet har dock varierat enligt elevunderlaget. År 2008 hade skolan cirka 40 elever. Skolan lades ned 2019 och byggnaden såldes.

## Personer från Rödsö
Matts Kankkonen, född 1814 på Eiros hemman i Rödsö, deltog i Krimkriget och utmärkte sig i avvärjandet av ett engelskt landstigningsförsök vid Gamlakarleby. Han kallades till Sankt Petersburg, där han i audiens hos tsaren mottog medalj för visad tapperhet och skjutskicklighet. Den engelska barkassen som Matts Kankkonen sänkte framför Gamlakarleby finns ännu bevarad och till påseende i staden.
På stugväggen hos Eiros hänger ett ståtligt porträtt av Matts Kankkonen. Han är avporträtterad i helfigur och i full mundering med två gevär. Vid första anblicken tror man, att bilden föreställer en skyddskårist från 1918. På bröstet bär han tvenne medaljer. Det ena geväret har han på axeln och det andra för fot. På tavlan är anbragt ett tryckt meddelande, som ger närmare besked. »Bonden Matts Kankkonen: för ådagalagd tapperhet vid försvaret av staden Gamla-Karleby mot engelsmännens anfall den 17 juni 1854, i nåder hugnad med silvermedalj med påskrift: 'för tapperhet att bäras vid S:t Georgsordens band.»